# 所多瑪與蛾摩拉
所多瑪或譯索多瑪（英語：Sodom）和蛾摩拉或譯哈摩辣（英語：Gomorrah）是聖經所記載的两个城市，經考古學家發現極可能位於約旦河東岸、死海以北的位置，首次出現在《希伯来圣经》。根據舊約及新約聖經描述，所多瑪跟蛾摩拉是兩座迦南地區的城市，城里的居民行耶和華看為惡的事，於是被大火摧毀。現代考古發現此事與青銅時代晩期崩潰有關。

## 聖經中的記載
耶和华因为索多瑪與蛾摩拉的罪恶，要毁灭两城，亚伯拉罕向他求情，耶和华答应，若在城中能找到十个义人，他就不毁那城。结果，耶和华所派的两位天使一去，所见义人，唯有罗得一家，天使告诉罗得到山上避难，逃难时切不可回头看，罗得的妻不遵神谕回头看了一眼，化作盐柱。
在《申命記》中，被天火所焚毀的除了索多玛及蛾摩拉外，押瑪和洗扁亦遭同運：「又看見遍地有硫磺，有鹽鹵，有火跡，沒有耕種，沒有出產，連草都不生長——好像耶和華在忿怒中所傾覆的索多玛、蛾摩拉、押瑪、洗扁一樣。」

### 二城位置
《聖經·創世記》14:2-3 中提到，索多玛與蛾摩拉是摩押平原（死海的東南面）五城中的兩個。該五城分別是索多玛、蛾摩拉、押瑪（Admah）、洗扁（Zeboim）和瑣珥（Zoar）。亞伯拉罕跟他的姪兒羅得分離時，羅得就選擇了約旦河平原上的城邑，往東遷移直到索多玛，因為當時約旦河的全平原直到瑣珥都是較富庶的。

## 相關的語句
- 所多瑪人在耶和華面前罪大惡極。（創13:13）
- 他們還沒有躺下，所多瑪城裡各處的人，連老帶少，都來圍住那房子，呼叫羅得說：「今日晚上到你這裡來的人在那裡呢？把他們帶出來，任我們所為。」羅得出來，把門關上，到眾人那裡，說：「眾弟兄，請你們不要做這惡事。我有兩個女兒，還是處女，容我領出來，任憑你們的心願而行；只是這兩個人既然到我舍下，不要向他們做什麼。」眾人說：「退去吧！」又說：「這個人來寄居，還想要做官哪！現在我們要害你比害他們更甚。」眾人就向前擁擠羅得，要攻破房門。只是那二人（天使）伸出手來，將羅得拉進屋去，把門關上，並使門外的人，無論老少，眼都昏迷，他們摸來摸去，總尋不著房門。（創19:4-10）
- 他們行姦淫，做事虛妄，又堅固惡人的手，甚至無人回頭離開他的惡。他們在我面前都像所多瑪；耶路撒冷的居民都像蛾摩拉。（耶23:14）
- 看哪，你妹妹所多瑪的罪孽是這樣：她和她的眾女都心驕氣傲，糧食飽足，大享安逸，並沒有扶助困苦和窮乏人的手。（結16:49）
- 又判定所多瑪、蛾摩拉，將二城傾覆，焚燒成灰，作為後世不敬虔人的鑑戒；只搭救了那常為惡人淫行憂傷的義人羅得。主知道搭救敬虔的人脫離試探，把不義的人留在刑罰之下，等候審判的日子。那些隨肉身、縱污穢的情慾、輕慢主治之人的，更是如此。（彼後2:6-10）
- 又如所多瑪、蛾摩拉和周圍城邑的人也照他們一味的行淫，隨從逆性的情慾（英譯：strange flesh），就受永火的刑罰，作為鑑戒。（猶1:7）

註：聖經引用中的翻譯源自中文和合本聖經。

## 《古蘭經》中的故事
在伊斯兰教中，易卜拉欣的侄子就是鲁特（羅得），他也是个先知。根据《古兰经》，鲁特（羅得）作为先知被派到那里警告索多瑪與蛾摩拉的居民，要求改变他们的行径。这个故事出现在章节呼德〈古兰经第11章〉；呼德这部分的主要内容是先知们被派出去警告他们的国家要只崇拜安拉，之后真主要惩罚这些国家。

索多瑪與蛾摩拉盛行不良的行為，真主派遣羅得前去教化他們（古蘭經 7：80－81；26：165－166）。羅得勸他們停止使真主不悅的罪行，但他們嘲笑他（29：29），威脅放逐他（7：82；26：167）；羅得祈禱真主搭救他及其家屬（26：169）。

三位天使喬裝成少年的樣子，顯現在羅得前面。羅得很了解索多瑪居民的惡行，深怕不能保護他們；他說：「這是一個艱難的日子。」（古蘭經 11：77）居民前去捉拿三少年（54：37），他試著勸他們停止企圖強姦的行為，願把自己的女兒嫁給他們（11：78；15：68－71）。但他們說：「你確實知道我們的慾望。」（11：79）
以下引文来自中文版的《古兰经》：
74.当畏惧离开易卜拉欣，而喜讯降临他的时候，他为鲁特的宗族而与我的众使者争论。
75.易卜拉欣确是宽仁的，确是慈悲的，确是悔悟的。
76.“易卜拉欣啊！你避开这争论吧！你主的命令确已来临了，不可抵御的惩罚必定降临他们。”
77.当我的众使者来到鲁特家的时候，他为使者们陷入难境，他无力保护他们，他说：“这是一个艰难的日子。”
78.他的宗族仓猝地到他的家里来，他们向来是作恶的。他说：“我的宗族啊！这些是我的女儿，她们对于你们是更纯洁的。你们应当敬畏真主，你们对于我的客人们不要使我丢脸。难道你们当中没有一个精神健全的人吗？”
79.他们说：“你确已知道我们对于你的女儿们没有任何权利。你确实知道我们的欲望。”
80.他说：“但愿我有能力抵抗你们，或退避到一个坚强的支柱。”
81.他们说：“鲁特啊！我们确是你的主的使者，他们绝不能伤及你。你应当带著你的家属在五更出行——你们中的任何人都不要回头看——但你的妻子除外，她将与他们同遭毁灭。他们约定的时间是早晨，难道早晨不是临近的吗？”
82.当我的命令降临的时候，我使那个市镇天翻地覆，我使预定的连续的陶石像雨点般地降落在他们身上。
83.那些陶石是在你的主那里打上标记的，它并非远离不义者的。
伊斯兰教观点中的罗得和《圣经》中的罗得最大的不同之初在于，圣经包含了罗得和他两个女儿的性关系，这一点在伊斯兰教中是被决然否认的。因为罗得被指为上帝的先知，在伊斯兰教，先知绝对不会触犯上帝的律法。

## 以《聖經》中的所多玛為主題的藝術作品
- 繪畫

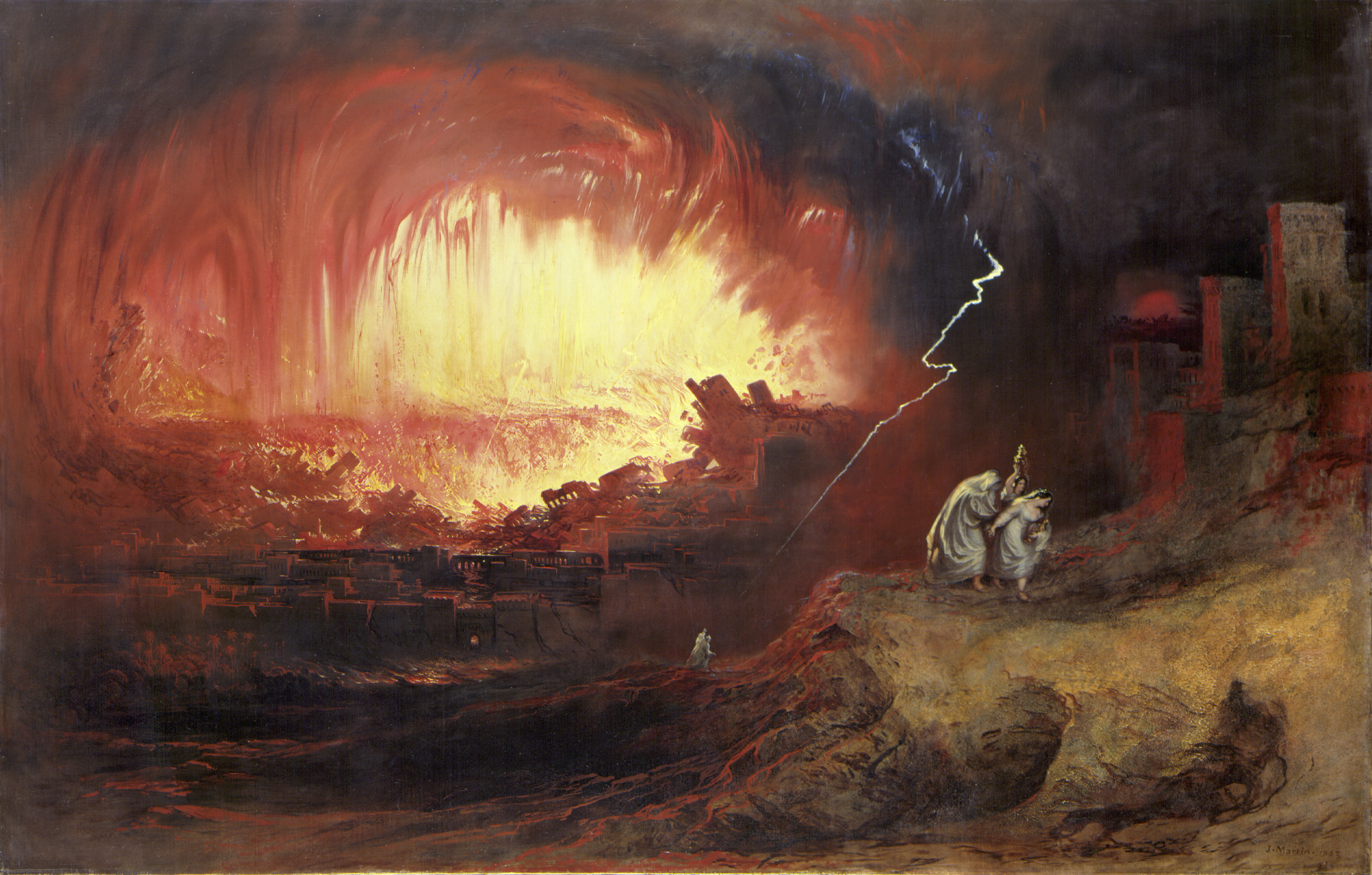
所多玛與蛾摩拉的毁灭，約翰·馬丁，1852年

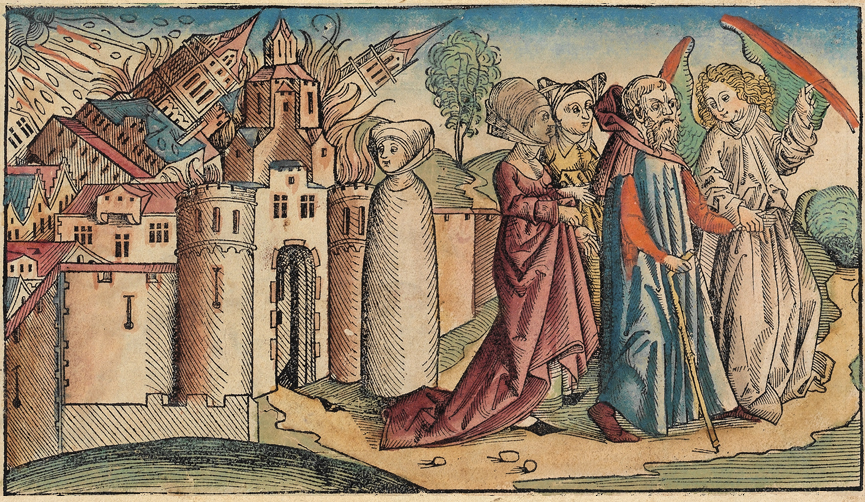
纽伦堡编年史中的所多玛與蛾摩拉事件，哈特曼·舍德爾，1493年

  - 索多玛与蛾摩拉的毁灭，約翰·馬丁，1852年。
  - 索多玛与蛾摩拉事件，哈特曼·舍德尔，1493年。
- 文學
  - 萨德侯爵著，索多玛120天 （Les cent vingt journees de Sodome）[5]
  - 伊能靜著，索多玛城[6]

## 延伸词汇
因為《聖經》中對索多瑪「Sodom」的負面描寫，在英文中，由「Sodom」一字所生出的詞彙「sodomy」帶有貶義。在基督教中世紀的神學觀中，指非屬於神學自然法規範的性行為。大多用來指男性之間的性行為，通常譯作貶義的「雞姦」。
違反中世紀基督教自然法神學觀的性用語還有Onanism。俄南（Onan）按聖經希伯來的習俗在哥哥死後，與兄嫂他瑪同房。不過俄南故意體外射精，不讓他瑪懷孕，耶和華認為這是惡，就讓俄南死了。Onanism因此成為手淫及性交中斷的代詞，日語也引進「オナニー」（Onani），作為手淫之意。

## 对两个城市毁灭的其他解释
在探索頻道播出的《聖經的秘密—索多瑪與蛾摩拉》節目中，以科學角度（考古學、天文學及地質學）來研究並推測索多瑪與蛾摩拉為何毀滅。以下為其內容：
節目中說道，在前3123年6月29日清晨4點30分左右，有一枚小行星進入地球大氣層，並在南歐阿爾卑斯山上空爆炸，造成碎屑進入大氣層，與空氣摩擦後，並在死海地區降下大量隕石火球，造成死海周邊城市的毀滅。並在古城尼尼微遺址東方600哩處，發現了一件古蘇美文化的星相泥盤，此泥盤在18世紀出土，目前收藏於大英博物館。上面寫滿了楔形文字。泥盤上記錄了製作當晚的星相，天文學家與工程師幾乎能辨識出各星座；但有一未知圖形及楔形文字困擾著他們。大英博物館召集了一組專家解讀出來，文字的譯文為「發光物體急速飛過」。其由雙魚座方向穿過飛馬座，再由天鷹座墜落於地平線。經由推算此小行星延著阿登軌道行進，為阿登型小行星，該族小型星繞日軌道為金星與地球間，科學家利用火箭飛行軟體，計算當日地球自轉及該小行星運行軌道，計算出其並非直接撞上死海附近，而是撞擊奧地利的阿爾卑斯山，落在乌姆豪森的歐瑟拉希谷一處叫柯佛（Köfels，又譯科佛爾）的地方。但其並未直接撞擊地球，而是在山脈上方爆炸。其威力是核武的100倍，產生了砂石塵土混雜的蕈狀雲，以每秒5公里的速度噴向數百哩的高空，瀰漫了整個地中海地區，估計這道煙柱有900公里高，接著大體積碎石再從高空中落下，與大氣層摩擦，產生了大量隕石、火球，落在離爆炸地點1500哩外的死海地區，使死海地區在1秒鐘，地表溫度飆高到攝氏400度，被火球直接砸到的人瞬間燃燒死亡，此次撞擊影響了全世界，大量煙塵覆蓋了整個大氣層，達數月之久。古氣候學家在南極洲、中國西藏、智利等冰層中找到撞擊證據。全世界在約5200年前，氣候遽變，許多地方短時間被冰封。原本富饒的中東化為沙漠。
2021年9月20日， 科学报告杂志刊登了在死海附近的最新考古成果。考古团队发现了一座3600年前 （约公元前1650年） 的古城遗迹，毁灭于一场类似通古斯卡大爆炸的天灾。计算机模拟推测当时一颗小行星在死海上空几公里处爆炸，产生相当于1000颗广岛原子弹的威力。地表温度瞬间上升至2000摄氏度，古城里无人能幸免。同时高温气化死海，产生巨量盐蒸汽。盐蒸汽降落之后，附近几百平方公里内土地盐碱化，化为不毛之地，数百年无人栖息。该研究报道被认为可能对应“所多瑪與蛾摩拉”的毁灭。尤其在旧约里描述罗德的妻子化为盐柱，这可能对应当时从天而降的盐蒸汽。2022年3月，另有一研究团队发文质疑了上述的研究成果，认为其文章提供的证据不足以证明在该地有过地外天体的碰撞。